# Абдул Кадир аль-Бадри
Абдул Кадир аль-Бадри (8 декабря 1921 — 13 февраля 2003) — ливийский политик, премьер-министр Королевства Ливия в период с июля по октябрь 1967 года.
Принадлежал к племени вакир, одному из крупнейших в Киренаике. Родился в бедной семье деревне Млитан недалеко от города Абьяр, расположенного примерно в 62 км к востоку от Бенгази. Был единственным ребёнком и воспитывался матерью; его отец скончался во время беременности матери, а сам аль-Бадри был назван в его честь. Получил начальное образование в религиозной школе и в молодости некоторое время занимался сельским хозяйством и торговлей. Имел одновременно четырёх жён, 15 сыновей и 18 дочерей. В 1950 году победил на выборах в парламент Киренаики, став депутатом от округа Абьяр, и впоследствии переизбирался ещё несколько раз — с декабря 1952 по декабрь 1960 года.
В период с сентября по октябрь 1960 года был министром сельского хозяйства Ливии в последние дни существования кабинета Абделя Маджида Каабара; с октября 1960 по октябрь 1961 года занимал посты министра экономики и здравоохранения в правительстве Мухаммеда Османа Саида; с марта по октябрь 1965 года был министром промышленности в правительстве Хуссейна Мазика, с октября 1965 по апрель 1967 года — министром жилого фонда и государственных имуществ в том же кабинете. Со 2 июля по 25 октября 1967 года занимал пост премьер-министра Ливии; в этой должности поддерживал запрет экспорта нефти в США и Великобританию. После революции 1969 года и прихода к власти Муаммара Каддафи подвергся опале и конфискации имущества.